# Fitzroy Somerset, 1. Baron Raglan

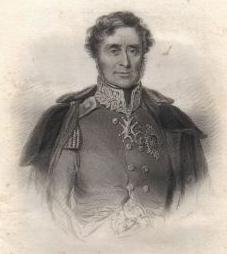
Fitzroy Somerset, 1. Baron Raglan

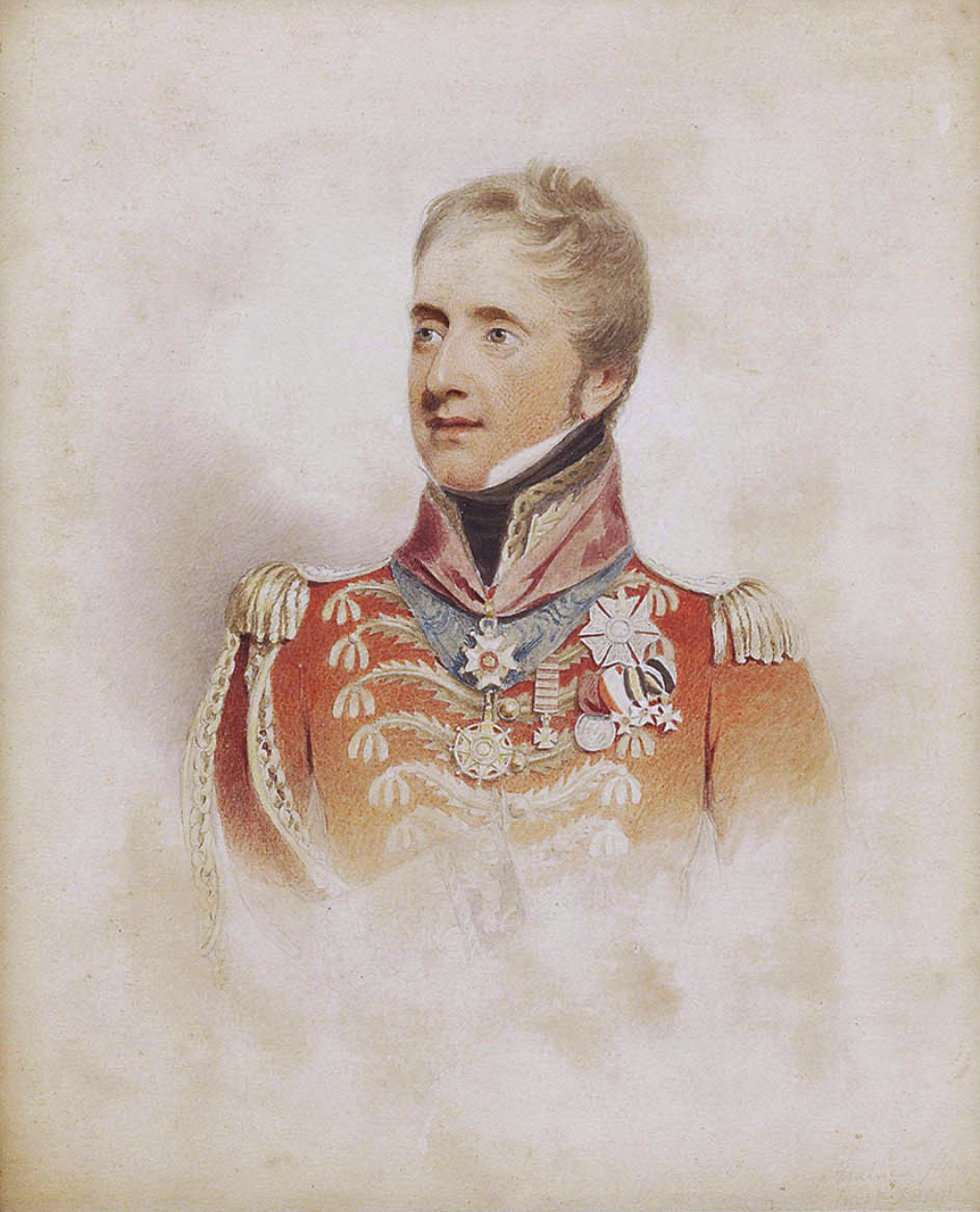
Lord FitzRoy Somerset, 1818

Fitzroy James Henry Somerset, 1. Baron Raglan, GCB, PC (* 30. September 1788 in Badminton, Gloucestershire; † 28. Juni 1855 bei Sewastopol), war ein britischer Feldmarschall und Oberbefehlshaber im Krimkrieg.

## Leben

### Herkunft und Jugend
Fitzroy Somerset war der jüngste Sohn von Henry Somerset, 5. Duke of Beaufort, und Enkel von Admiral Edward Boscawen. Als jüngerer Sohn eines Duke führte er bis 1852 das Höflichkeitsprädikat „Lord“ Fitzroy Somerset. Ein älterer Bruder war General Lord Edward Somerset.

### Napoleonische Kriege
Als Fitzroy Somerset 15 Jahre alt war kaufte sein Vater ihm 1804 ein Offizierspatent als Cornet des 4th (Queen’s Own) Regiment of Dragoons der British Army. 1805 stieg er zum Lieutenant auf. 1807 nahm er an einer diplomatischen Reise zum osmanischen Sultan Selim III. teil. 1808 wurde er Captain des 43rd Regiment of Foot und diente als Aide-de-camp unter Lord Wellington im Krieg auf der Iberischen Halbinsel in Portugal. Im Dezember 1810 machte dieser ihn zu seinem Militärsekretär. In dieser Zeit erhielt er mehrere Auszeichnungen. In der Schlacht von Busaco wurde Somerset verwundet. Beim Sturm auf Badajoz war er der erste, der die Bresche erstieg. 1811 wurde er zum Brevet-Major und 1812 zum Brevet-Lieutenant-Colonel befördert. 1814 wechselte er als Captain und Lieutenant-Colonel zum 1st Regiment of Foot Guards und in der kurzen Zeit der Bourbonenherrschaft 1814/15 Sekretär an der britischen Botschaft in Paris. In dieser Zeit heiratete er am 6. August 1814 eine Nichte Lord Wellingtons, Lady Emily Wellesley-Pole, mit der er fünf Kinder hatte. Im Januar 1815 wurde er als Knight Commander des Order of the Bath nobilitiert. 1815 nahm er am erneuten Krieg gegen Frankreich teil, kämpfte in der Schlacht bei Quatre-Bras und wurde in der Schlacht bei Waterloo verwundet, woraufhin ihm sein rechter Arm oberhalb des Ellbogengelenks amputiert werden musste. Im selben Jahr wurde er zum Colonel befördert.
Nach Ende der Kriege hatte Somerset bis 1818 erneut die Stelle eines Sekretärs an der britischen Botschaft in Paris inne und fungierte von 1815 bis 1822 als Aide-de-camp des Prinzregenten und späteren Königs Georg IV. Von 1818 bis 1820 und von 1826 bis 1829 war er als Abgeordneter für das Borough Truro in Cornwall Mitglied des House of Commons und von 1819 bis 1826 Sekretärs beim Ordnance Office. Er begleitete Lord Wellington auf dessen Gesandtschaftsreisen zum Wiener Kongress sowie nach Verona und Sankt Petersburg.
Somerset wurde 1825 zum Major-General und 1838 zum Lieutenant-General befördert und 1847 zum Knight Grand Cross des Order of the Bath erhoben. Nach Lord Wellingtons Tod wurde er 1852 zum Master-General of the Ordnance ernannt und ins Privy Council aufgenommen. Am 20. Oktober 1852 wurde er als Baron Raglan, of Raglan in the County of Monmouth, zum erblichen Peer erhoben und wurde dadurch Mitglied des House of Lords. Von 1830 bis 1854 war er Colonel des 53rd (Shropshire) Regiment of Foot und ab 1854 des Royal Regiment of Horse Guards (The Blues).

### Krimkrieg

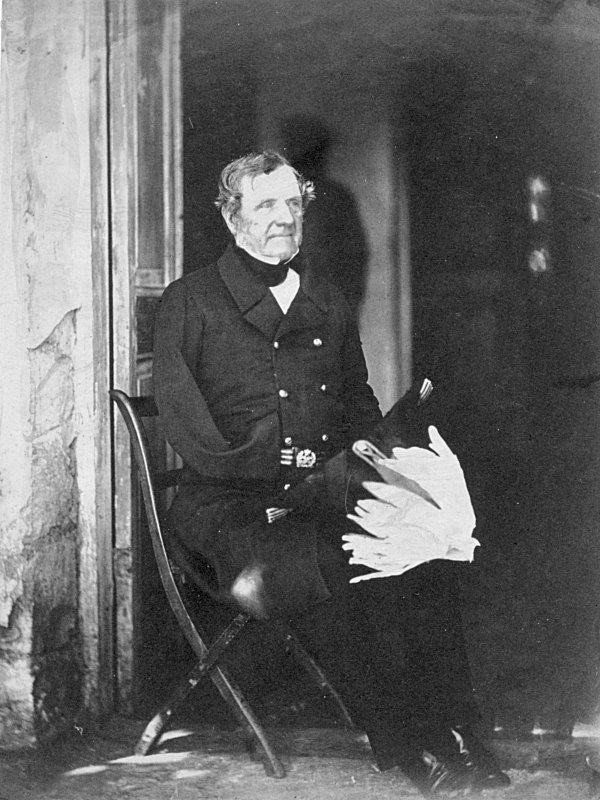
Lord Raglan auf der Krim, Porträt von Roger Fenton, um 1855

Am 7. Februar 1854 bot man Raglan, nachdem er kurz zuvor zum General befördert worden war, den Befehl über die britischen Truppen „östlich von Malta“ an. Diese Position beschrieb den Oberbefehl der britischen Armee im bevorstehenden Krimkrieg. Sechs Tage später wurde er vom Britischen Parlament in diesem Amt bestätigt. Grund hierfür waren insbesondere seine diplomatischen Erfahrungen. Kritisch betrachtet wurde sein hohes Alter und dass Raglan seit 1815 an keinem Feldzug teilgenommen und keine Kommandos innegehabt hatte.
Im Juni landete Raglan mit seinen Truppen bei Warna, als der Rückzug der Russen hinter die Donau bereits begonnen hatte. Am 8. September schiffte er sich deshalb wieder ein, um die Krim anzugreifen. Am 14. September 1854 waren die verbündeten Briten und Franzosen nördlich von Sewastopol in der Bucht von Jewpatorija auf der Krim gelandet. Sechs Tage später marschierten die Alliierten landeinwärts, wo sie am Fluss Alma von der russischen Armee erwartet wurden. Nach Schwierigkeiten bei der Koordination des Angriffs der Alliierten zwischen dem französischen Oberbefehlshaber Marschall Arnaud und Raglan konnten die Alliierten in der Schlacht an der Alma den ersten Sieg erringen.
Am 9. Oktober begannen die Alliierten mit der Belagerung von Sewastopol. Ein Versuch der Russen, die Belagerung zu beenden, führte am 25. Oktober 1854 zur Schlacht von Balaklawa. In dieser Schlacht führten Verwirrungen bei der Übermittlung von Raglans Befehl zur Attacke der Leichten Brigade (engl. Charge of the Light Brigade). Diese Attacke in ein Tal, welches von drei Seiten von russischer Artillerie eingeschlossen wurde, erlangte auf Grund ihrer großen Verluste eine tragische Berühmtheit. Die Schlacht endete unentschieden und führte nicht zur Aufhebung der Belagerung.
Die Versorgung der britischen Truppen im harten Winter auf der Krim war außerordentlich mangelhaft. Ursache hierfür waren neben der ungenügenden Unterstützung aus der Heimat auch die Inkompetenz und die beschönigenden Berichte von Raglan und seinem Stab. Dieser weigerte sich auch, Nachschubgüter, insbesondere Holz, in der Türkei zu kaufen. Durch die mangelhafte Versorgung und die deshalb ausgebrochenen Seuchen kam es zu weit mehr Todesfällen unter den Truppen als durch die Kampfhandlungen selbst.
Am 5. November 1854 versuchten die eingeschlossenen Russen einen Ausfall gegen die britischen Truppen, der zur Schlacht von Inkerman führte. Raglans Truppen verteidigten sich gegen rund dreifach überlegene russische Truppen in erbitterten Kämpfen. Dann griffen französische Zuaven und Fremdenlegionäre die Russen wiederum in der Flanke an und zwangen diese zum Rückzug. Für diesen Sieg wurde Raglan zum Field Marshal ernannt, obgleich er sowohl in dieser Schlacht als auch bereits in der Schlacht bei Balaklava gravierende taktische Fehler gemacht hatte, die zu erheblichen Opfern unter den eingesetzten Truppen geführt hatten.
Während die Belagerung von Sewastopol andauerte, erkrankte Baron Raglan, der selbst nun an den Folgen der schlechten Versorgung litt, an der Ruhr. Am 28. Juni 1855 starb er an den Folgen seiner Erkrankung und wurde damit selbst zum Opfer seiner Versäumnisse. Sein Leichnam wurde in die Heimat zurückgebracht und in Badminton begraben.

### Familie
Mit Wellingtons Nichte Lady Emily Wellesley-Pole (1792–1881), Tochter des William Wellesley-Pole, 3. Earl of Mornington, hatte Raglan fünf Kinder:
- Hon. Charlotte Caroline Elizabeth Somerset (1815–1906);
- Hon. Arthur William Fitzroy Somerset (1816–1845) ⚭ 1845 Emile Marie Louise Wilhelmina Freiin von Baumbach;
- Richard Henry Fitzroy Somerset, 2. Baron Raglan (1817–1884), ⚭ (1) 1856 Lady Georgiana Lygon, Tochter des 4. Earl Beauchamp, ⚭ (2) Mary Blanche Farquhar, Tochter des Sir Walter Farquhar, 3. Baronet;
- Hon. Frederick John Fitzroy Somerset († 1824);
- Hon. Katherine Anne Emily Cecilia Somerset (1824–1915).

## Orden und Ehrenzeichen
- 1815: Knight Commander des Order of the Bath[7]
- 1815: Ritter des Militär-Max-Joseph-Ordens (Bayern)[8]
- Ritter des Militär-Maria-Theresien-Ordens (Österreich)
- Orden des Heiligen Georg, 4. Klasse (Russland)
- 1847: Knight Grand Cross des Order of the Bath[9]
- 1855: Mecidiye-Orden, 1. Klasse (Osmanisches Reich)[10]

## Trivia
Nach Lord Raglan ist auch der Raglanärmel benannt. Für den Einarmigen wurde der Ärmel seines Mantels mit einer Naht eingesetzt, die nicht senkrecht zur Schulternaht verlief, sondern schräg von der Achsel zum Hals.
Im Film Der Angriff der leichten Brigade (1968) wurde seine Rolle von John Gielgud gespielt, in The White Angel (1936) verkörperte Halliwell Hobbes Raglan.